# Hermann Senkowsky
Hermann Josef Robert Senkowsky (* 31. Juli 1897 in Scheibbs, Niederösterreich; † 5. April 1965 in Innsbruck) war ein österreichischer Zollbeamter und SS-Führer. Zudem bekleidete er den Posten des Finanzpräsidenten im Generalgouvernement, war also de facto Finanzminister im deutsch besetzten Polen. Bekannt wurde er in Österreich auch durch seine 1928 herausgegebene Zollwachvorschrift für Österreich, die abgeändert noch heute gültig ist.

## Leben
Senkowskys Eltern waren der aus Bodenstadt in Mähren stammende Notarsubstitut Robert Alois Senkowsky (* 7. Februar 1865) und dessen Ehefrau Margaretha Elisabeth Scholastica (geborene Fanta; * 25. Mai 1878). Er besuchte die Volksschule in Scheibbs und in Pöggstall und machte die Matura 1915 am Gymnasium St. Pölten. Danach war er Freiwilliger in der Ersatzbatterie des k.u.k. Feldkanonen-Regiments 5, Brünn. Er kam zum aktiven Regiment ins Feld nach Wolhynien und avancierte im Dienst als Zugskommandant und Aufklärungsoffizier bei der 4. Batterie des Feldkanonen-Regiments 5. Am 12. November 1918 wurde er, inzwischen Batteriekommandant, in Wien aus der Gemeinsamen Armee  entlassen. Ab 1919 studierte er Rechts- und Staatswissenschaften an der Universität Innsbruck und der Universität Wien. 1919 wurde er im Corps Athesia Innsbruck recipiert.  Er wurde Mitglied der Großdeutschen Volkspartei. Nach seiner 1922 abgelegten Promotion in Innsbruck trat er in die Finanzlandesdirektion Wien als Beamtenanwärter für den höheren Verwaltungsdienst und der Zollverwaltung ein. 1928 publizierte man seine Zollwachvorschrift, die mit Änderungen bis heute in Österreich gültig ist. Er avancierte ein Jahr später zur Lehrkraft für Zollrecht an der Hochschule für Welthandel in Wien und wurde im Januar 1930 Ministerialsekretär. In Wien wurde er 1929 Mitglied des Corps Cheruscia.
Am 20. Mai 1932 trat er der NSDAP bei (Mitgliedsnummer 1.089.376). Im Ständestaat (Österreich) wurde er 1934 wegen seiner Zugehörigkeit zur NSDAP aus dem Dienst entlassen und Mitte November 1934 wegen Teilnahme am Juliputsch festgenommen. Ende November 1934 wurde er wegen Beweismangels aus der Haft entlassen. Dennoch setzte er die nun illegal betriebene NSDAP-Parteiarbeit an der Seite von Hermann Neubacher, der seit Dezember 1934 der Vorsitz innehatte, fort. Sein besonderer Arbeitsschwerpunkt war die Aufrechterhaltung der Pressearbeit, dazu gab er die "Illegale Korrespondenz" (Illkorr) heraus. Er stand danach als Stabsleiter dem Amt für Wirtschaft in der Landesleitung vor. Er wurde Ende Mai 1935 wegen Betätigung für die NSDAP festgenommen und erst im März 1936 wieder aus der Haft entlassen. Senkowsky flüchtete Ende März 1936 in den NS-Staat, um einer erneuten Verhaftung wegen seiner illegalen Tätigkeit als Nationalsozialist zu entgehen. Er wurde im Mai 1936 Reichsdeutscher und war vom 24. August 1936 bis März 1937 vom Reichsfinanzminister zur Dienstleistung bei der Dienststelle SS-Gruppenführer Wilhelm Keppler (Reichsleitung der NSDAP) abgeordnet.
Nach dem Anschluss Österreichs wurde er im Juni 1938 Finanzpräsident Zoll (Leiter der Zollabteilung) beim Oberfinanzpräsidenten im Reichsgau Oberdonau. Kurz danach wurde er Oberfinanzpräsident in Linz und bereits im Dezember 1938 in Wien. Zum 1. Dezember 1938 war Senkowsky in Österreich der SS (SS-Nummer 310.369) beigetreten. Nach verschiedenen Posten im Reichsfinanzministerium wurde er nach dem Überfall auf Polen ins Generalgouvernement versetzt, wo er als Finanzpräsident und später auch als Generaldirektor der Monopole amtierte. Damit hatte er die Oberaufsicht über das Finanzwesen in Polen. Vom 1. Januar 1942 bis Januar 1945 war Senkowsky als SS-Oberführer Präsident der Hauptabteilung Finanzen in der Regierung des Generalgouvernements. Seine Amtseinführung war am 15. Januar 1942. Er wurde nach Kriegsende von den Alliierten verhaftet, aber nach zwei Jahren wieder entlassen, nachdem Polen keinen Auslieferungsantrag wegen Kriegsverbrechen gestellt hatte. Danach selbstständiger Im- und Exporteur, leitete er bis zu seinem tödlichen Herzinfarkt in Innsbruck die Tiroler Zollfreizone.

## Auszeichnungen
| Senkowskys SS-Ränge | Senkowskys SS-Ränge    |
| Datum               | Rang                   |
| ------------------- | ---------------------- |
| Januar 1940         | SS-Sturmbannführer     |
| November 1940       | SS-Obersturmbannführer |
| April 1941          | SS-Standartenführer    |
| November 1944       | SS-Oberführer          |

- Silberne Tapferkeitsmedaille II. Klasse
- Militär-Verdienstmedaille (Österreich)
- Karl-Truppenkreuz
- SS-Zivilabzeichen (Nr. 169.582)
- Ehrenwinkel der Alten Kämpfer
- Kriegsverdienstkreuz (1939) I. und II. Klasse
- Ehrenkreuz des Weltkrieges
- Medaille zur Erinnerung an den 1. Oktober 1938 mit Spange
- Zivilverdienstorden (Bulgarien), Großoffizierskreuz

## Werk
- Die Dienstpragmatik: Gesetz vom 25.1. 1914, RGBl. Nr. 15, unter Berücksichtigung der bis 1.12. 1928 eingetretenen Veränderungen mit den Durchführungsvorschriften, Herausgeber Hermann Senkowsky, Verlag Manz, 1929
- Die österreichische Zollwachvorschrift samt den einschlägigen Gesetzen, Verordnungen und Erlässen, Autor Hermann Senkowsky, Verlag Manz, 1928